# Читање (Пабло Пикасо)
Читање је слика шпанског уметника Пабла Пикаса завршена у јануару 1932. године. Слика је насликана као уље на плочи и приказује Пиксову љубавницу и музу, Марију - Терезу Валтер, која спава са књигом на крилу. Слика је довела до распада Пикасовог брака са Олгом Кокловом након што је видела слику на изложби и схватила да црте лица нису њене. Слика је била изложена на аукцији 1989. и 1996. године, али се није продала.

## Инспирација
Пикасо је упознао Марију — Терезу Валтер 1927. године, приметивши је док је излазила из паришког метроа, након чега су започели везу коју су држали у тајности јер је она имала само седамнаест година, а Пикасо је био ожењен. Док није насликао Читање, Пикасо је често убацивао њене црте у позадину других његових дела.  Када је слика Читање изложена, његова супруга Олга је схватила да је Пикасо у вези са другом женом, јер је приметила да црте лица на слици нису њене. Убрзо након тога њихов брак је окончан.  Касније је Валтерова инспирисала друга Пикасова дела, укључујући Сан, коју је Пикасо насликао истог месеца као и Читање и Акт, зелено лишће и биста.

## Опис
Пикасо је сликао Читање од децембра 1931. до јануара 1932. године током, током, како су га уметнички стручњаци именовали, његовог „периода љубави". Слика је уље на плочи и њене димензије су 65,5 са 51 центиметар. Пикасо је користио јарке боје, укључујући жуту и зелену и прикаже обнажену Валтерову, како спава у столици са књигом у крилу. Марк Браун из Гуардиана рекао је да је књига у крилу Валтерове "сексуални симбол", а слика је описана као сензуална и срећна.  Како је Пикасо насликао Читање само неколико дана након слике Сан, оне су по композицији врло сличне.

## Аукције
Слика је на аукцији 1989. године продата за 5,8 милиона долара. 1996. године Читање је поново изложена на аукцији у Њујорку. Процењено је да је понуђена цена била између 6 и 8 милиона долара, али није успела да се прода након што је највиша понуда била 4,8 милиона долара. Током година слика је била у власништву бројних америчких колекционара.
У јануару 2011. године је објављено да ће Читање бити дело, које ће бити уврштено у продају импресионистичке и модерне уметности у Лондону, 8. фебруара 2011. године. Слика је продата за шест минута анонимном телефонском понуђачу за 25,2 милиона фунти или 40,7 милиона америчких долара.